# Carnegie, Oklahoma
Carnegie är en ort (town) i Caddo County i delstaten Oklahoma i USA. Orten hade 1 430 invånare, på en yta av 3,45 km² (2020).
Carnegie hette ursprungligen Lathram. Namnet ändrades 1903 i förhoppning om att filantropen Andrew Carnegie skulle låta bygga ett bibliotek i orten. Förhoppningen infriades inte, men numera har orten i alla fall ett bibliotek.